# Le Plessis-Robinson Volley-ball
Maillots
Actualités
Dernière mise à jour : 22 novembre 2023.
Le Plessis-Robinson Volley-ball est un club de volley-ball fondé en 1964 au Plessis-Robinson (Hauts-de-Seine) dans la banlieue sud de Paris. Il évolue depuis 2021 dans le Championnat de Ligue A, le plus haut niveau national.

## Historique
- 1964 : Création et affiliation à la F.S.G.T. du CSM Plessis-Robinson.
- 1971 : Affiliation à la Fédération Française de Volley-Ball
- 1986 : Montée de l'équipe seniors masculine en Nationale 1B
- 1988 : Création de la section féminine du club.
- 1990 : Dissolution de la section Volley du C.S.M.P.R. et naissance du P.R.V.B. (Plessis-Robinson Volley Ball)
- 1996 : Vice-champion de France de Nationale 2 et accession en Pro B
- 2003 : Les juniors masculins deviennent champion de France.
- 2005 : L'équipe 1re masculine accède à la Nationale 1.
- 2010 : L'équipe 1re masculine est championne de France de Nationale 1 et accède à la ligue B

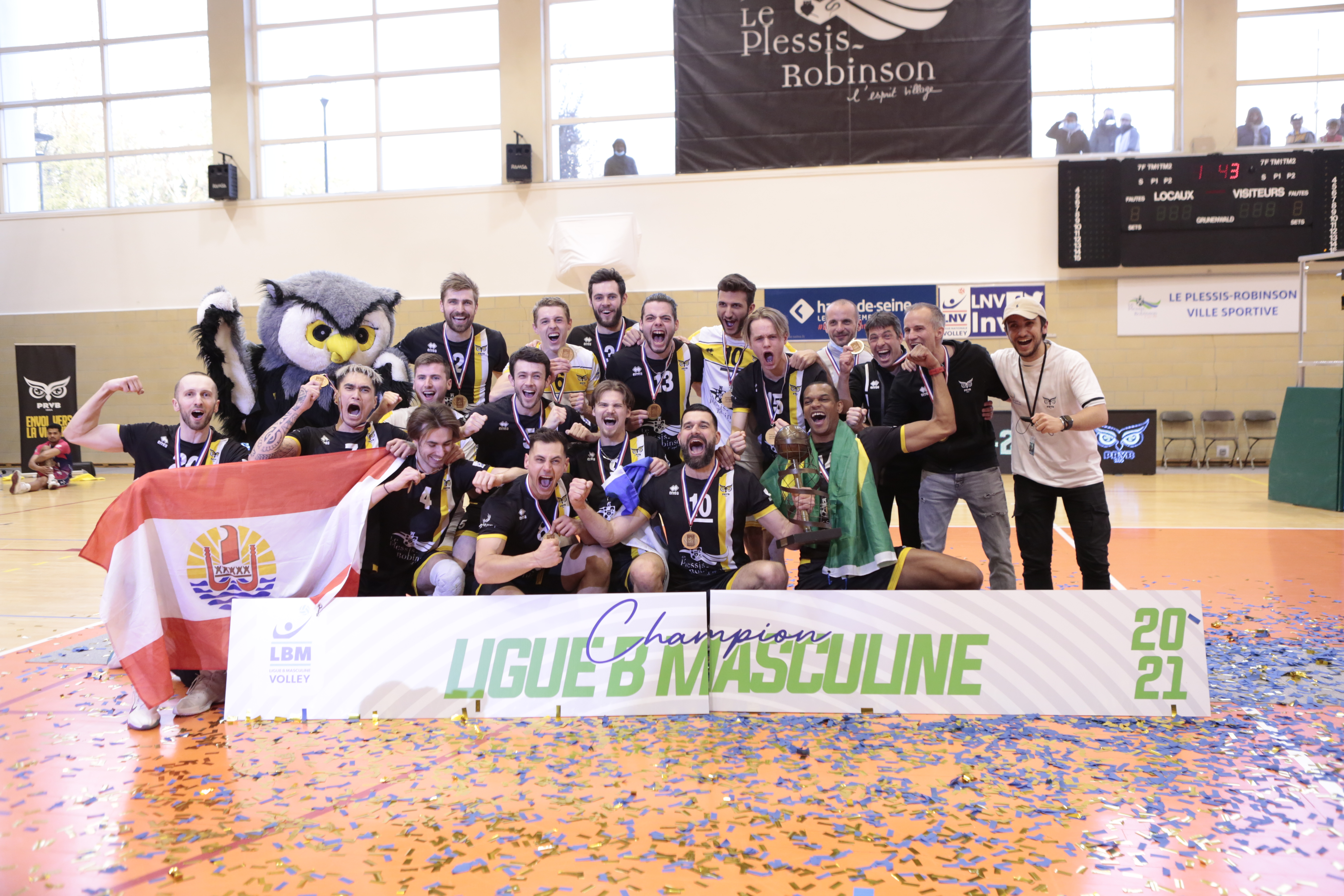
Titre LBM 21 PRVB

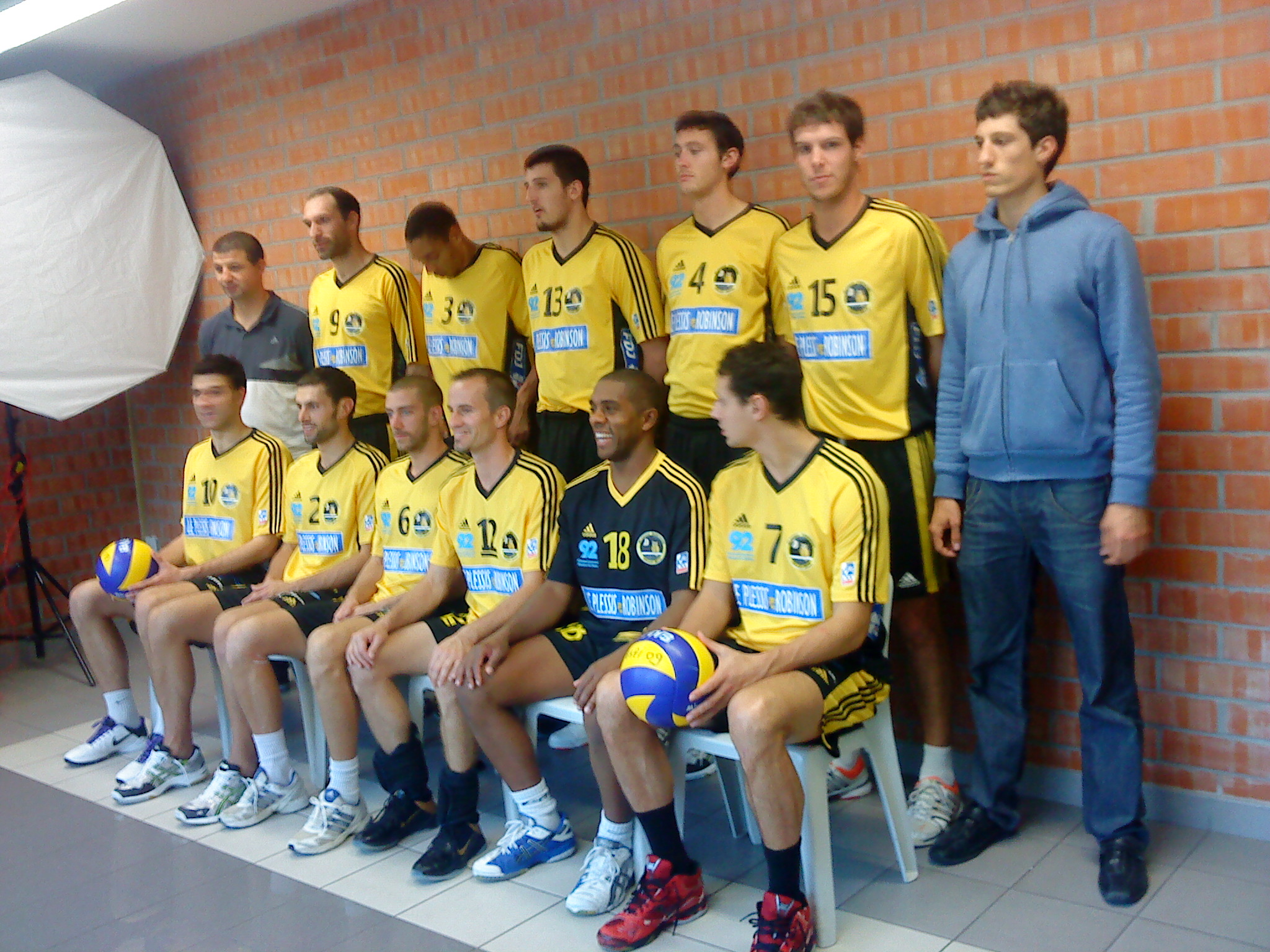
L'équipe 2010-2011.

Ancien logo du club

- 2021 : L'équipe 1re masculine est championne de France de Ligue BM et accède à la ligue AM [3]. Avant le début de la saison 21/22, le PRVB ouvre son centre de formation la Plessis Académie Volley

## Palmarès
1. Équipe professionnelle :   Champion de National 1 en 2010 (accès au Championnat de Ligue B de volley-ball masculin) et champion de Ligue B en 2021 (accès au Championnat de Ligue A)
2. Équipe réserve :    Champion de National 3 en 2017 (accès au Championnat de France de Nationale 2 de volley-ball masculin)
3. Équipe jeunes : Vainqueur de la Coupe de France M18 masculine en 2025 ; Vainqueur de la Coupe de France M11 féminine en 2024 ; Vainqueur de la Coupe de France M15 masculine 2023 ; Vainqueur de la Coupe de France BeachVolley M15 masculine 2023 ; Vice-Champion de la Coupe de France M15 masculine 2022 ;  Vainqueur de la Coupe de France BeachVolley M15 masculine 2022 ; Vainqueur de la Coupe de France BeachVolley M13 masculine 2021 ; Vainqueur de la Coupe de France M11 masculine en 2019 ; Vainqueur de la Coupe de France M20 féminine en 2012 ; Vainqueur de la Coupe de France M17 féminine en 2009 ; Vainqueur de la Coupe de France M17 féminine en 2008    Vainqueur de la Coupe de France M17 féminine en 2007    Vainqueur de la Coupe de France M15 féminine en 2006 ; Vainqueur de la Coupe de France M13 féminine en 2004 ; Vainqueur de la Coupe de France M17 masculine en 2003 ; Vainqueur de la Coupe de France M15 féminine en 2000.

## Effectifs

### Saison 2021-2022
| No                                        | Nom                                       | Date de naissance                         | Taille                       | Poids                        | Poste                        |
| ----------------------------------------- | ----------------------------------------- | ----------------------------------------- | ---------------------------- | ---------------------------- | ---------------------------- |
| 1                                         | Hugo De Leon                              | 4 juillet 1990                            | 201                          |                              | Réceptionneur-attaquant      |
| 3                                         | Thomas Nevot                              | 30 avril 1995                             | 194                          |                              | Passeur                      |
| 4                                         | Antonin Rouzier                           | 18 août 1986                              | 198                          |                              | Attaquant                    |
| 5                                         | Arthur Delbeke                            | 15 mai 1999                               | 179                          |                              | Passeur                      |
| 6                                         | Julian Debès                              | 27 août 2002                              | 185                          |                              | Libero                       |
| 7                                         | Alexey Nalobin                            | 3 octobre 1989                            | 205                          |                              | Central                      |
| 8                                         | François Rebeyrol                         | 2 juillet 1999                            | 202                          |                              | Réceptionneur-attaquant      |
| 9                                         | Niko Suihkonen                            | 11 avril 1999                             | 190                          |                              | Réceptionneur-attaquant      |
| 10                                        | Noahari Paofai                            | 12 novembre 1995                          | 200                          |                              | Central                      |
| 14                                        | Chris Zuidberg                            | 2 septembre 1994                          | 201                          |                              | Attaquant                    |
| 15                                        | Arsène Ponsin                             | 15 août 2001                              | 187                          |                              | Réceptionneur-attaquant      |
| 20                                        | Médéric Henry                             | 11 avril 1994                             | 212                          |                              | Central                      |
|                                           |                                           |                                           |                              |                              |                              |
| Encadrement technique                     | Encadrement technique                     |                                           | Légende                      | Légende                      | Légende                      |
| Entraîneur : Cédric Logeais               | Entraîneur : Cédric Logeais               | Entraîneur : Cédric Logeais               | : Capitaine                  | : Capitaine                  | : Capitaine                  |
| Entraîneur(s) adjoint(s) : Laurent Giller | Entraîneur(s) adjoint(s) : Laurent Giller | Entraîneur(s) adjoint(s) : Laurent Giller | : Joueur blessé actuellement | : Joueur blessé actuellement | : Joueur blessé actuellement |

| Équipe type : Plessis-Robinson Volley-Ball                                                        |
| \| Thomas · # 3 Niko · # 9 Médéric · # 20 Antonin · # 4 Hugo · # 1 Noahari · # 10 Julian · # 6 \| |
| Thomas · # 3 Niko · # 9 Médéric · # 20 Antonin · # 4 Hugo · # 1 Noahari · # 10 Julian · # 6       |

| Thomas · # 3 Niko · # 9 Médéric · # 20 Antonin · # 4 Hugo · # 1 Noahari · # 10 Julian · # 6 |

### Saison 2020-2021
| No                            | Nom                           | Date de naissance             | Taille                       | Poids                        | Poste                        |
| ----------------------------- | ----------------------------- | ----------------------------- | ---------------------------- | ---------------------------- | ---------------------------- |
| 1                             | Julian Debes                  | 27 août 2002                  | 186                          |                              |                              |
|                               |                               |                               |                              |                              |                              |
| Encadrement technique         | Encadrement technique         |                               | Légende                      | Légende                      | Légende                      |
| Entraîneur : {{{entraîneur}}} | Entraîneur : {{{entraîneur}}} | Entraîneur : {{{entraîneur}}} | : Capitaine                  | : Capitaine                  | : Capitaine                  |
| Entraîneur(s) adjoint(s) :    | Entraîneur(s) adjoint(s) :    | Entraîneur(s) adjoint(s) :    | : Joueur blessé actuellement | : Joueur blessé actuellement | : Joueur blessé actuellement |

### Saison 2019-2020
| No                                        | Nom                                       | Date de naissance                         | Taille                       | Poids                        | Poste                        |
| ----------------------------------------- | ----------------------------------------- | ----------------------------------------- | ---------------------------- | ---------------------------- | ---------------------------- |
| 1                                         | Tom Riblet                                | 18 avril 1992                             | 186                          |                              | Réceptionneur-attaquant      |
| 4                                         | Arto Vuiti                                | 17 janvier 1999                           | 188                          |                              | Réceptionneur-attaquant      |
| 5                                         | Arthur Delbeke                            | 15 mai 1999                               | 179                          |                              | Passeur                      |
| 7                                         | Esteban Leray                             | 22 mars 1999                              | 189                          |                              | Réceptionneur-attaquant      |
| 8                                         | Martin Jambon                             | 10 juin 1989                              | 192                          |                              | Attaquant                    |
| 10                                        | Julien Lamy                               | 4 mai 1985                                | 198                          | 100                          | Attaquant                    |
| 11                                        | David Chaudet                             | 1er août 1993                             | 192                          | 78                           | Libero                       |
| 14                                        | Edson Felicissimo                         | 5 août 1984                               | 196                          | 85                           | Réceptionneur-attaquant      |
| 16                                        | Nicolas Gardien                           | 12 juin 1989                              | 204                          |                              | Central                      |
| 18                                        | Tarcisio Guinter                          | 25 mai 1993                               | 211                          |                              | Central                      |
| 19                                        | Egor Logunov                              | 1er octobre 1991                          | 192                          |                              | Réceptionneur-attaquant      |
| 20                                        | Dimitri Walgenwitz                        | 11 avril 1994                             | 181                          | 70                           | Passeur                      |
|                                           |                                           |                                           |                              |                              |                              |
| Encadrement technique                     | Encadrement technique                     |                                           | Légende                      | Légende                      | Légende                      |
| Entraîneur : Cédric Logeais               | Entraîneur : Cédric Logeais               | Entraîneur : Cédric Logeais               | : Capitaine                  | : Capitaine                  | : Capitaine                  |
| Entraîneur(s) adjoint(s) : Laurent Giller | Entraîneur(s) adjoint(s) : Laurent Giller | Entraîneur(s) adjoint(s) : Laurent Giller | : Joueur blessé actuellement | : Joueur blessé actuellement | : Joueur blessé actuellement |

| Équipe type : Plessis-Robinson Volley-Ball                                                             |
| \| Dimitri · # 20 Edson · # 14 Tarcisio · # 18 Martin · # 8 Egor · # 19 Nicolas · # 16 David · # 11 \| |
| Dimitri · # 20 Edson · # 14 Tarcisio · # 18 Martin · # 8 Egor · # 19 Nicolas · # 16 David · # 11       |

| Dimitri · # 20 Edson · # 14 Tarcisio · # 18 Martin · # 8 Egor · # 19 Nicolas · # 16 David · # 11 |

### Saison 2018-2019
| No                                        | Nom                                       | Date de naissance                         | Taille                       | Poids                        | Poste                        |
| ----------------------------------------- | ----------------------------------------- | ----------------------------------------- | ---------------------------- | ---------------------------- | ---------------------------- |
| 2                                         | Maxime Godefroy                           | 23 juillet 1983                           | 189                          |                              | Libero                       |
| 5                                         | Benjamin Germain                          | 8 octobre 1990                            | 186                          |                              | Passeur                      |
| 6                                         | Esteban Leray                             | 22 mars 1999                              | 188                          |                              | Réceptionneur-attaquant      |
| 7                                         | Nohoarii Paofai                           | 12 novembre 1995                          | 200                          | 91                           | Central                      |
| 8                                         | Charles Balazot                           | 22 novembre 1991                          | 195                          | 83                           | Réceptionneur-attaquant      |
| 9                                         | Arto Vuiti                                | 17 janvier 1999                           | 185                          |                              | Réceptionneur-attaquant      |
| 10                                        | Julien Lamy                               | 4 mai 1985                                | 198                          |                              | Central                      |
| 11                                        | Michael Marshman                          | 27 juillet 1994                           | 201                          |                              | Central                      |
| 12                                        | Curtis Stockton                           | 22 avril 1993                             | 198                          | 94                           | Attaquant                    |
| 14                                        | Edson Felicissimo                         | 5 août 1984                               | 196                          | 85                           | Réceptionneur-attaquant      |
| 15                                        | Nenad Sormaz                              | 19 mars 1992                              | 199                          | 88                           | Réceptionneur-attaquant      |
| 20                                        | Dimitri Walgenwitz                        | 11 avril 1994                             | 181                          | 70                           | Passeur                      |
| 999                                       |                                           |                                           |                              |                              |                              |
|                                           |                                           |                                           |                              |                              |                              |
| Encadrement technique                     | Encadrement technique                     |                                           | Légende                      | Légende                      | Légende                      |
| Entraîneur : Cédric Logeais               | Entraîneur : Cédric Logeais               | Entraîneur : Cédric Logeais               | : Capitaine                  | : Capitaine                  | : Capitaine                  |
| Entraîneur(s) adjoint(s) : Laurent Giller | Entraîneur(s) adjoint(s) : Laurent Giller | Entraîneur(s) adjoint(s) : Laurent Giller | : Joueur blessé actuellement | : Joueur blessé actuellement | : Joueur blessé actuellement |

| Équipe type : Plessis-Robinson Volley-Ball                                                               |
| \| Dimitri · # 20 Edson · # 14 Michael · # 11 Curtis · # 12 Nenad · # 15 Nohoariil · # 7 Maxime · # 2 \| |
| Dimitri · # 20 Edson · # 14 Michael · # 11 Curtis · # 12 Nenad · # 15 Nohoariil · # 7 Maxime · # 2       |

| Dimitri · # 20 Edson · # 14 Michael · # 11 Curtis · # 12 Nenad · # 15 Nohoariil · # 7 Maxime · # 2 |

### Saison 2017-2018
| No                                        | Nom                                       | Date de naissance                         | Taille                       | Poids                        | Poste                        |
| ----------------------------------------- | ----------------------------------------- | ----------------------------------------- | ---------------------------- | ---------------------------- | ---------------------------- |
| 2                                         | Maxime Godefroy                           | 23 juillet 1983                           | 189                          |                              | Libero                       |
| 5                                         | Benjamin Germain                          | 8 octobre 1990                            | 186                          |                              | Passeur                      |
| 6                                         | Esteban Leray                             | 22 mars 1999                              | 188                          |                              | Réceptionneur-attaquant      |
| 7                                         | Arto Vuiti                                | 17 janvier 1999                           | 184                          |                              | Réceptionneur-attaquant      |
| 8                                         | Faïpule Kolokilagi                        | 22 novembre 1994                          | 194                          | 83                           | Attaquant                    |
| 9                                         | Raphaël Attie                             | 12 avril 1989                             | 201                          | 93                           | Réceptionneur-attaquant      |
| 10                                        | Julien Lamy                               | 4 mai 1985                                | 198                          |                              | Central                      |
| 11                                        | Mikael Marshman                           | 27 juillet 1994                           | 201                          |                              | Central                      |
| 12                                        | Jérémy Audric                             | 2 avril 1986                              | 185                          | 80                           | Passeur                      |
| 14                                        | Edson Felicissimo                         | 5 août 1984                               | 196                          | 85                           | Réceptionneur-attaquant      |
| 15                                        | Julien Bernard                            | 28 mai 1997                               | 194                          | 81                           | Réceptionneur-attaquant      |
| 16                                        | Sylvain Beneix                            | 23 mars 1995                              | 183                          |                              | Libero                       |
| 17                                        | Alexandre Weyl                            | 2 mars 1984                               | 200                          | 94                           | Central                      |
|                                           |                                           |                                           |                              |                              |                              |
| Encadrement technique                     | Encadrement technique                     |                                           | Légende                      | Légende                      | Légende                      |
| Entraîneur : Cédric Logeais               | Entraîneur : Cédric Logeais               | Entraîneur : Cédric Logeais               | : Capitaine                  | : Capitaine                  | : Capitaine                  |
| Entraîneur(s) adjoint(s) : Laurent Giller | Entraîneur(s) adjoint(s) : Laurent Giller | Entraîneur(s) adjoint(s) : Laurent Giller | : Joueur blessé actuellement | : Joueur blessé actuellement | : Joueur blessé actuellement |

| Équipe type : Plessis-Robinson Volley-Ball                                                           |
| \| Jérémy · # 12 Edson · # 14 Mikael · # 11 Faïpule · # 8 Raphaël · # 9 Weyl · # 17 Beneix · # 16 \| |
| Jérémy · # 12 Edson · # 14 Mikael · # 11 Faïpule · # 8 Raphaël · # 9 Weyl · # 17 Beneix · # 16       |

| Jérémy · # 12 Edson · # 14 Mikael · # 11 Faïpule · # 8 Raphaël · # 9 Weyl · # 17 Beneix · # 16 |

### Saison 2016-2017
| No                                         | Nom                                        | Date de naissance                          | Taille                       | Poids                        | Poste                        |
| ------------------------------------------ | ------------------------------------------ | ------------------------------------------ | ---------------------------- | ---------------------------- | ---------------------------- |
| 2                                          | Maxime Godefroy                            | 23 juillet 1983                            | 189                          |                              | Libero                       |
| 3                                          | Loïc Lacroix                               | 5 mars 1985                                | 185                          |                              | Passeur                      |
| 4                                          | John Goranson                              | 8 mars 1993                                | 199                          | 100                          | Central                      |
| 5                                          | YacineLegrand                              | 4 octobre 1996                             | 170                          |                              | Libero                       |
| 7                                          | Humberto Machacon                          | 5 octobre 1989                             | 200                          | 87                           | Réceptionneur-attaquant      |
| 8                                          | Faïpule Kolokilagi                         | 22 novembre 1994                           | 194                          | 83                           | Attaquant                    |
| 9                                          | Raphaël Attie                              | 12 avril 1989                              | 201                          | 93                           | Réceptionneur-attaquant      |
| 10                                         | Julien Lamy                                | 4 mai 1985                                 | 198                          |                              | Central                      |
| 11                                         | Louis Le Marc                              | 30 juillet 1997                            | 178                          |                              | Libero                       |
| 12                                         | Jérémy Audric                              | 2 avril 1986                               | 185                          | 80                           | Passeur                      |
| 13                                         | Pierre Guillemaud                          | 14 mars 1987                               | 198                          |                              | Central                      |
| 15                                         | Julien Bernard                             | 23 mai 1997                                | 194                          | 81                           | Réceptionneur-attaquant      |
| 16                                         | Sylvain Beneix                             | 23 mars 1995                               | 183                          |                              | Libero                       |
| 17                                         | Alexandre Weyl                             | 2 mars 1984                                | 200                          | 94                           | Central                      |
|                                            |                                            |                                            |                              |                              |                              |
| Encadrement technique                      | Encadrement technique                      |                                            | Légende                      | Légende                      | Légende                      |
| Entraîneur : Cédric Logeais                | Entraîneur : Cédric Logeais                | Entraîneur : Cédric Logeais                | : Capitaine                  | : Capitaine                  | : Capitaine                  |
| Entraîneur(s) adjoint(s) : Fabrice Gambier | Entraîneur(s) adjoint(s) : Fabrice Gambier | Entraîneur(s) adjoint(s) : Fabrice Gambier | : Joueur blessé actuellement | : Joueur blessé actuellement | : Joueur blessé actuellement |

| Équipe type : Plessis-Robinson Volley-Ball                                                            |
| \| Jérémy · # 12 Humberto · # 7 Pierre · # 13 Faïpule · # 8 Raphaël · # 9 John · # 4 Beneix · # 16 \| |
| Jérémy · # 12 Humberto · # 7 Pierre · # 13 Faïpule · # 8 Raphaël · # 9 John · # 4 Beneix · # 16       |

| Jérémy · # 12 Humberto · # 7 Pierre · # 13 Faïpule · # 8 Raphaël · # 9 John · # 4 Beneix · # 16 |

### Saison 2015-2016
| No                          | Nom                         | Date de naissance           | Taille                       | Poids                        | Poste                        |
| --------------------------- | --------------------------- | --------------------------- | ---------------------------- | ---------------------------- | ---------------------------- |
| 2                           | Maxime Godefroy             | 23 juillet 1983             | 189                          |                              | Libero                       |
| 3                           | Loïc Lacroix                | 5 mars 1985                 | 185                          |                              | Passeur                      |
| 4                           | Yacine Legrand              | 4 octobre 1996              | 170                          |                              | Libero                       |
| 7                           | Bandiougou Traoré           | 6 août 1987                 | 185                          |                              | Réceptionneur-attaquant      |
| 9                           | Clément Bleuze              | 27 février 1982             | 197                          |                              | Réceptionneur-attaquant      |
| 10                          | Julien Lamy                 | 4 mai 1985                  | 198                          |                              | Central                      |
| 11                          | Stéphane Alpha              | 12 janvier 1989             | 198                          |                              | Attaquant                    |
| 12                          | Yannick Bazin               | 18 juin 1983                | 190                          |                              | Passeur                      |
| 13                          | Pierre Guillemaud           | 14 mars 1987                | 198                          |                              | Central                      |
| 14                          | Philippe Barca-Cysique      | 22 avril 1977               | 195                          |                              | Réceptionneur-attaquant      |
| 15                          | Julien Bernard              | 28 mai 1997                 | 193                          |                              | Réceptionneur-attaquant      |
| 16                          | Sylvain Beneix              | 23 mars 1995                | 183                          |                              | Libero                       |
| 17                          | Alexandre Weyl              | 2 mars 1984                 | 198                          |                              | Central                      |
|                             |                             |                             |                              |                              |                              |
| Encadrement technique       | Encadrement technique       |                             | Légende                      | Légende                      | Légende                      |
| Entraîneur : Cédric Logeais | Entraîneur : Cédric Logeais | Entraîneur : Cédric Logeais | : Capitaine                  | : Capitaine                  | : Capitaine                  |
| Entraîneur(s) adjoint(s) :  | Entraîneur(s) adjoint(s) :  | Entraîneur(s) adjoint(s) :  | : Joueur blessé actuellement | : Joueur blessé actuellement | : Joueur blessé actuellement |

| Équipe type : Plessis-Robinson Volley-Ball                                                       |
| \| Bazin · # 12 Beuze · # 9 Julien · # 10 Alpha · # 11 Traoré · # 7 Weyl · # 17 Beneix · # 16 \| |
| Bazin · # 12 Beuze · # 9 Julien · # 10 Alpha · # 11 Traoré · # 7 Weyl · # 17 Beneix · # 16       |

| Bazin · # 12 Beuze · # 9 Julien · # 10 Alpha · # 11 Traoré · # 7 Weyl · # 17 Beneix · # 16 |

## Anciens joueurs
- Yves Logeais
- Philippe Barca-Cysique
- Gwenaël Le Rouzic
- Mauricio Paes
- Antoine Loko

- Yves Vignola

- Olivier Henno

- Leberre Christophe
- Yannick Bazin
- Antonin Rouzier
- Nathan Wounembaina
- Quentin Jouffroy
- Samuel Jeanlys
- Hugo DeLeon